# Saturn Ramenskoïe
Maillots
Le Saturn Ramenskoïe (en russe : «Сатурн» Раменское) est un club de football russe basé à Ramenskoïe.
Fondé en 1946, il évolue principalement dans les divisions régionales avant d'accéder à la troisième et quatrième division soviétique dans un premier temps entre 1968 et 1969 puis à partir de 1988. Intégré à la troisième division russe à la chute de l'Union soviétique, il gravit progressivement les échelons, atteignant la deuxième division puis la première division en 1999. Il évolue pendant douze saisons d'affilée dans l'élite du football russe avant de devoir se retirer à l'issue de la saison 2010 en raison de ses problèmes financiers grandissants. Marqué par la suite par le manque de fonds remettant en cause son statut professionnel à plusieurs reprises, le club évolue depuis 2023 en quatrième division.
Le club évolue au stade Saturn depuis 1999. Ses couleurs principales sont le bleu et le noir.

## Histoire
Le club est fondé en 1946 sous le nom de Snaïper et était alors basé à l'usine de fabrication d'instruments de navigation de Ramenskoïe. Il est par la suite renommé Krylia Sovetov entre 1951 et 1957 puis Troud de 1958 à 1959 avant de prendre le nom Saturn en 1960. Évoluant alors principalement dans les divisions régionales amateurs de l'oblast de Moscou, le club connaît sa première expérience professionnelle en 1968, année où il intègre la troisième division soviétique au sein du premier groupe de la RSFS de Russie, dont il termine dix-huitième, puis douzième l'année suivante. Il se retire des divisions nationales à l'issue de ce deuxième exercice.
Après être revenu à l'échelon régional par la suite, le Saturn retrouve la troisième division soviétique en 1988, avant d'être placé en quatrième division deux années après, finissant notamment treizième de la sixième zone en 1991, à l'aube de la chute de l'Union soviétique. Par la suite intégré à la nouvelle troisième division à partir de 1992, le club enchaîne deux quatorzièmes places d'affilée et finit relégué à l'issue de l'exercice 1993. Il ne passe cependant qu'une année en quatrième division, terminant deuxième de la troisième zone et retrouvant le troisième échelon dès 1995 et enchaînant une deuxième promotion d'affilée dans la foulée en finissant vice-champion du groupe Centre pour atteindre la deuxième division en 1996.
Finissant onzième pour sa première saison puis neuvième l'année suivante, le Saturn connaît une saison 1998 très positive qui le voit remporter largement la deuxième division et ainsi au premier échelon pour la première fois de son histoire. Le club évolue par la suite pendant douze saisons consécutives dans l'élite du football russe, obtenant son meilleur résultat en 2007 avec une cinquième place synonyme de qualification en Coupe Intertoto 2008, seule participation européenne du club, où il échoue cependant au troisième tour face au VfB Stuttgart.
Le Saturn se retire de la première division durant le mois de janvier 2011 en raison d'une dette s'élevant jusqu'à un milliard de roubles et est rétrogradé en troisième division avant de perdre son statut professionnel à l'issue de la saison 2011-2012 et de descendre jusqu'en quatrième division. Il retrouve le professionnalisme et le troisième échelon durant l'été 2014, mais doit temporairement mettre en suspens sa participation au championnat pour la saison 2015-2016 en raison de ses difficultés économiques, et participe alors uniquement à la quatrième division sous le pavillon de son équipe réserve,.
L'équipe première reprend du service lors de la saison 2016-2017 qui la voit terminer second du groupe Centre, à trois points de l'Avangard Koursk et d'une éventuelle promotion en deuxième division. Elle ne peut faire par la suite mieux qu'une huitième place lors de l'exercice suivant.

## Bilan sportif

### Palmarès
| Période russe | Période soviétique |
| - Championnat de Russie - Cinquième : 2007. - Coupe de Russie - Demi-finales : 2002 et 2006. - Championnat de Russie de D2 (1) - Champion : 1998. - Championnat de Russie de D3 - Deuxième : 1995 et 2017. | - Coupe d'Union soviétique - Soixante-quatrièmes de finale : 1989. - Championnat d'Union soviétique de D3 - Cinquième : 1988. |

### Classements en championnat
La frise ci-dessous résume les classements successifs du club en championnat d'Union soviétique.
La frise ci-dessous résume les classements successifs du club en championnat de Russie.

### Bilan par saison
Légende
- Promotion en division supérieure
- Relégation en division inférieure

| Saison    | Championnat      | Championnat  | Championnat  | Championnat  | Championnat  | Championnat  | Championnat  | Championnat  | Championnat  | Championnat  | Coupe d'URSS        |
| Saison    | Division         | Pos          | Pts          | J            | V            | N            | D            | BP           | BC           | Diff         | Coupe d'URSS        |
| --------- | ---------------- | ------------ | ------------ | ------------ | ------------ | ------------ | ------------ | ------------ | ------------ | ------------ | ------------------- |
| 1968      | 3e Russie 1      | 18e          | 25           | 38           | 9            | 7            | 22           | 29           | 42           | -13          | —                   |
| 1969      | 3e Russie 1      | 12e          | 30           | 32           | 11           | 8            | 13           | 22           | 28           | -6           | —                   |
| 1970-1987 | Club inactif     | Club inactif | Club inactif | Club inactif | Club inactif | Club inactif | Club inactif | Club inactif | Club inactif | Club inactif | Club inactif        |
| 1988      | 3e Zone 1        | 5e           | 45           | 38           | 18           | 9            | 11           | 51           | 43           | +8           | —                   |
| 1989      | 3e Zone 1        | 10e          | 45           | 42           | 15           | 15           | 12           | 57           | 51           | +6           | —                   |
| 1990      | 4e Zone 5        | 6e           | 33           | 32           | 11           | 11           | 10           | 34           | 31           | +3           | 64es de finale      |
| 1991      | 4e Zone 6        | 13e          | 39           | 42           | 12           | 15           | 15           | 35           | 44           | -9           | —                   |
| Saison    | Championnat      | Championnat  | Championnat  | Championnat  | Championnat  | Championnat  | Championnat  | Championnat  | Championnat  | Championnat  | Coupe de Russie     |
| Saison    | Division         | Pos          | Pts          | J            | V            | N            | D            | BP           | BC           | Diff         | Coupe de Russie     |
| 1992      | 3e Zone 3        | 14e          | 35           | 30           | 13           | 9            | 8            | 49           | 61           | -12          | —                   |
| 1993      | 3e Zone 4        | 14e          | 42           | 34           | 17           | 8            | 9            | 56           | 35           | +21          | 128es de finale     |
| 1994      | 4e Zone 3        | 2e           | 78           | 46           | 35           | 8            | 3            | 115          | 32           | +83          | 128es de finale     |
| 1995      | 3e Centre        | 2e           | 93           | 40           | 29           | 6            | 5            | 81           | 21           | +60          | Seizièmes de finale |
| 1996      | 2e               | 11e          | 57           | 42           | 16           | 9            | 17           | 48           | 48           | 0            | 128es de finale     |
| 1997      | 2e               | 9e           | 63           | 42           | 19           | 6            | 17           | 65           | 55           | +10          | Seizièmes de finale |
| 1998      | 2e               | 1er          | 84           | 42           | 24           | 12           | 6            | 73           | 34           | +39          | 64es de finale      |
| 1999      | 1re              | 10e          | 34           | 30           | 8            | 10           | 12           | 30           | 38           | -8           | Quarts de finale    |
| 2000      | 1re              | 9e           | 40           | 30           | 10           | 10           | 10           | 26           | 29           | -3           | Quarts de finale    |
| 2001      | 1re              | 6e           | 47           | 30           | 13           | 8            | 9            | 45           | 22           | +23          | Seizièmes de finale |
| 2002      | 1re              | 6e           | 47           | 30           | 13           | 8            | 9            | 41           | 37           | +4           | Demi-finales        |
| 2003      | 1re              | 7e           | 45           | 30           | 12           | 9            | 9            | 40           | 37           | +3           | Quarts de finale    |
| 2004      | 1re              | 7e           | 41           | 30           | 10           | 11           | 9            | 37           | 30           | +7           | Huitièmes de finale |
| 2005      | 1re              | 11e          | 33           | 30           | 8            | 9            | 13           | 23           | 25           | -2           | Quarts de finale    |
| 2006      | 1re              | 11e          | 37           | 30           | 7            | 16           | 7            | 29           | 24           | +5           | Demi-finales        |
| 2007      | 1re              | 5e           | 45           | 30           | 11           | 12           | 7            | 34           | 28           | +6           | Huitièmes de finale |
| 2008      | 1re              | 11e          | 33           | 30           | 7            | 12           | 11           | 26           | 30           | -4           | Quarts de finale    |
| 2009      | 1re              | 7e           | 45           | 30           | 13           | 6            | 11           | 38           | 41           | -3           | Seizièmes de finale |
| 2010      | 1re              | 10e          | 34           | 30           | 8            | 10           | 12           | 27           | 38           | -11          | Seizièmes de finale |
| 2011-2012 | 3e Ouest         | 13e          | 48           | 45           | 13           | 9            | 23           | 54           | 78           | -24          | Quarts de finale    |
| 2011-2012 | 3e Ouest         | 13e          | 48           | 45           | 13           | 9            | 23           | 54           | 78           | -24          | 64es de finale      |
| 2012      | 4e Podmoskovié A | 13e          | 15           | 17           | 4            | 4            | 9            | 29           | 35           | -5           | —                   |
| 2013      | 4e Podmoskovié A | 12e          | 27           | 30           | 8            | 3            | 19           | 43           | 71           | -28          | —                   |
| 2014-2015 | 3e Ouest         | 7e           | 50           | 30           | 15           | 5            | 10           | 42           | 31           | +9           | 256es de finale     |
| 2015      | 4e Podmoskovié A | 5e           | 41           | 26           | 12           | 5            | 9            | 58           | 44           | +14          | —                   |
| 2016-2017 | 3e Centre        | 2e           | 42           | 24           | 11           | 9            | 4            | 32           | 20           | +12          | 256es de finale     |
| 2017-2018 | 3e Centre        | 8e           | 37           | 26           | 10           | 7            | 9            | 37           | 34           | +3           | 64es de finale      |
| 2018-2019 | 3e Centre        | 12e          | 23           | 26           | 5            | 8            | 13           | 23           | 40           | -17          | 128es de finale     |
| 2019-2020 | 3e Centre        | 10e          | 22           | 17           | 5            | 7            | 5            | 32           | 32           | 0            | 256es de finale     |
| 2020-2021 | 3e Groupe 3      | 3e           | 58           | 30           | 17           | 7            | 6            | 63           | 29           | +34          | 256es de finale     |
| 2021-2022 | 3e Groupe 3      | 19e          | 25           | 18           | 8            | 1            | 9            | 33           | 28           | +5           | 128es de finale     |
| 2022-2023 | 3e Groupe 3      | 11e          | 20           | 22           | 5            | 5            | 12           | 25           | 44           | -19          | 256es de finale     |
| 2023-2024 | 4e Groupe 3      | en cours     | en cours     | en cours     | en cours     | en cours     | en cours     | en cours     | en cours     | en cours     | 32es de finale      |

### Bilan européen
Le Saturn n'a pris part aux compétitions européennes qu'à une seule reprise, à l'occasion de la Coupe Intertoto 2008 dont il atteint le troisième tour. Il élimine pour ce faire les Luxembourgeois de l'Etzella Ettelbruck sur le score cumulé de 8-1, avant d'être battu par le club allemand du VfB Stuttgart sur le score de 3-1.
Note : dans les résultats ci-dessous, le score du club est toujours donné en premier.
| Saison | Compétition     | Tour           | Club               | Domicile | Extérieur | Total |
| ------ | --------------- | -------------- | ------------------ | -------- | --------- | ----- |
| 2008   | Coupe Intertoto | Deuxième tour  | Etzella Ettelbruck | 7 - 0    | 1 - 1     | 8 - 1 |
| 2008   | Coupe Intertoto | Troisième tour | VfB Stuttgart      | 1 - 0    | 0 - 3 ap  | 1 - 3 |

Légende
- Victoire ou qualification pour le tour suivant
- Match nul
- Défaite ou élimination de la compétition

## Personnalités du club

### Entraîneurs
La liste suivante présente les différents entraîneurs du club depuis 1987.
- Mikhaïl Zakharov (1987)
- Evgeni Joutchkov (1988)
- Mikhaïl Zakharov (1989-1990)
- Valeri Tioukoulmine (1991-1993)
- Youri Gavrilov (1994)
- Vladimir Moukhanov (1995-avril 1997)
- Vladimir Chevtchouk (avril 1997-novembre 1997)
- Sergueï Pavlov (novembre 1997-novembre 2000)
- Vladimir Iourine (novembre 2000-janvier 2001)
- Vladimir Chevtchouk (janvier 2001-novembre 2002)
- Vitali Chevtchenko (décembre 2002-septembre 2003)
- Oleg Romantsev (septembre 2003-février 2004)
- Boris Ignatiev (février 2004-septembre 2004)
- Aleksandr Tarkhanov (septembre 2004-mai 2005)
- Vladimir Chevtchouk (mai 2005-février 2006)
- Vladimír Weiss (février 2006-mai 2007)
- Gadji Gadjiev (juin 2007-août 2008)
- Dmitri Galiamin (août 2008)
- Jürgen Röber (août 2008-mai 2009)
- Andreï Gordeïev (mai 2009-janvier 2011)
- Sergueï Bondar (février 2011-juin 2012)
- Valeri Chijov (juillet 2012-décembre 2013)
- Oleksandr Horshkov (juin 2014-septembre 2014)
- Sergueï Pavlov (septembre 2014-juin 2015)
- Dmitri Seriojkine (juin 2016-mars 2019)
- Sergueï Joukov (mars 2019-mai 2021)
- Andreï Afanasiev (en) (juin 2021)
- Alekseï Medvedev (juin 2021-juin 2022)
- Artiom Koulikov (juin 2022-août 2022)
- Igor Roudoï (septembre 2022-juin 2023)
- Oleg Kononov (juillet 2023-août 2023)
- Roman Chirokov (août 2023-décembre 2023)
- Vladimir Korytko (en) (depuis janvier 2024)

### Joueurs emblématiques
Les statistiques suivantes sont tirées de la page Football Facts du club
| #  | Nom                     | Période                         | Matchs |
| -- | ----------------------- | ------------------------------- | ------ |
| 1  | Antonín Kinský          | 2004-2010                       | 200    |
| 2  | Alekseï Igonine         | 2004-2010                       | 163    |
| 3  | Valeri Chijov (en)      | 1998-2003, 2005-2006, 2011-2012 | 158    |
| 4  | Alekseï Medvedev        | 1999-2000, 2002-2004, 2014-2015 | 156    |
| 5  | Aleksandr Griazine (en) | 1996-2000                       | 152    |
| 6  | Igor Gavriline (en)     | 1997-2000, 2012-2013            | 141    |
| 7  | Dmitri Liapkine         | 1998-2002                       | 140    |
| 8  | Serghei Rogaciov        | 2000-2005                       | 127    |
| 9  | Dmitri Chirchakov (en)  | 1996-2000                       | 124    |
| 10 | Piotr Nemov (en)        | 2007-2010                       | 117    |

| # | Nom                     | Période                         | Buts |
| - | ----------------------- | ------------------------------- | ---- |
| 1 | Alekseï Medvedev        | 1999-2000, 2002-2004, 2014-2015 | 57   |
| 2 | Igor Gavriline (en)     | 1997-2000, 2012-2013            | 49   |
| 3 | Serghei Rogaciov        | 2000-2005                       | 37   |
| 4 | Dmitri Kiritchenko      | 1957-1962                       | 32   |
| 5 | Aleksandr Griazine (en) | 1996-2000                       | 28   |

#### Joueurs internationaux
Les joueurs internationaux suivants ont joué pour le club. Ceux ayant évolué en équipe nationale lors de leur passage au Saturn sont marqués en gras.
URSS/Russie
- Youri Gavrilov
- Andrei Kanchelskis
- Valeri Kleïmionov (en)
- Andreï Afanasiev (en)
- Nikita Bajenov
- Denis Boïarintsev
- Maksim Bouznikine
- Piotr Bystrov (en)
- Valeri Chijov (en)
- Vadim Ievseïev
- Alekseï Igonine
- Andreï Kariaka
- Valeri Ketchinov (en)
- Ievgueni Kharlatchiov
- Dmitri Kiritchenko
- Dmitri Loskov
- Andreï Louniov
- Viktor Onopko
- Roman Chirokov
- Artiom Rebrov
- Sergueï Ryjikov
- Vladislav Ternavski
- Roman Vorobiov (en)
- Valeri Iesipov

Pays de l'ex-URSS
- Andrey Movsisyan (en)
- Vladimir Karytko (en)
- Konstantin Kovalenko
- Leonid Kovel
- Gogita Gogua
- Dmitri Liapkine
- Radu Rebeja
- Serghei Rogaciov
- Oleg Șișchin
- Adrian Sosnovschi (en)
- Farkhod Vosiev (en)
- Oleksandr Horshkov (en)
- Andriy Husin
- Yevhen Levchenko
- Dmytro Parfenov
- Oleksandr Pomazun (en)
- Vyatcheslav Svidersky
- Pavel Solomin

Europe
- Samir Duro (en)
- Samir Muratović (en)
- Omer Joldić (en)
- Marko Topić (en)
- Antonín Kinský
- Alexei Eremenko
- Boris Rotenberg
- Edgaras Česnauskis
- Rolandas Džiaukštas (en)
- Simon Vukčević
- Dušan Petković
- Ján Ďurica
- Branislav Fodrek (en)
- Martin Jakubko
- Kamil Kopúnek
- Branislav Obžera (en)
- Peter Petráš (en)

Amérique
- Pablo Guiñazú
- Daniel Montenegro
- Winston Parks
- Fredy Bareiro
- Martín Hidalgo
- Javier Delgado

Afrique
- Benoît Angbwa
- Prince Koranteng Amoako
- Baffour Gyan
- Illiasu Shilla
- Solomon Okoronkwo

## Stade
Le club évolue depuis la saison 1999 au stade Saturn, dont la construction a été commandée par la ville à la suite de la promotion du club en première division durant l’automne 1998. Sa capacité est de 14 685 places.

## Identité visuelle

### Couleurs et maillots
Les couleurs traditionnelles du club à domicile sont le bleu foncé et le noir. Le maillot extérieur est quant à lui généralement de couleur blanche et noire.
| 2010 · Domicile | 2010 · Extérieur | 2008-2009 · Domicile | 2008-2009 · Extérieur | 2007 · Domicile | 2007 · Extérieur | 2007 · Third | 2006 · Domicile | 2006 · Extérieur |

### Historique du logo
La galerie suivante liste les différents logos connus du club au cours de son existence.

1991-1998
2004-2008
depuis 2009